# Stazione di Borgoforte
La stazione di Borgoforte era una fermata ferroviaria posta sulla linea Verona-Modena. Serviva il centro abitato di Borgoforte.

## Storia
La tratta Sant'Antonio mantovano-Borgoforte fu inaugurata il 21 giugno 1873. Il ponte metallico sul fiume Po, per Motteggiana, fu inaugurato l'anno successivo.
La fermata fu dismessa nel 2012.